# ゼエヴ・ジャボチンスキー
ゼエヴ・ウラディーミル・ジャボチンスキー（1880年10月18日 – 1940年8月4日、ヘブライ語: זאב ולדימיר ז'בוטינסקי、ウラジーミル・エフゲーニエヴィチ・ジャボチンスキー、ロシア語: Влади́мир Евге́ньевич Жаботи́нский, ラテン文字転写: Vladimir Evgen'evich Zhabotinskii）は、シオニストの指導者で修正主義シオニズムのエツェルを率いた。また、オデッサで自衛組織を創設、指導者となった。作家、詩人、翻訳家でもあった。

## 生涯

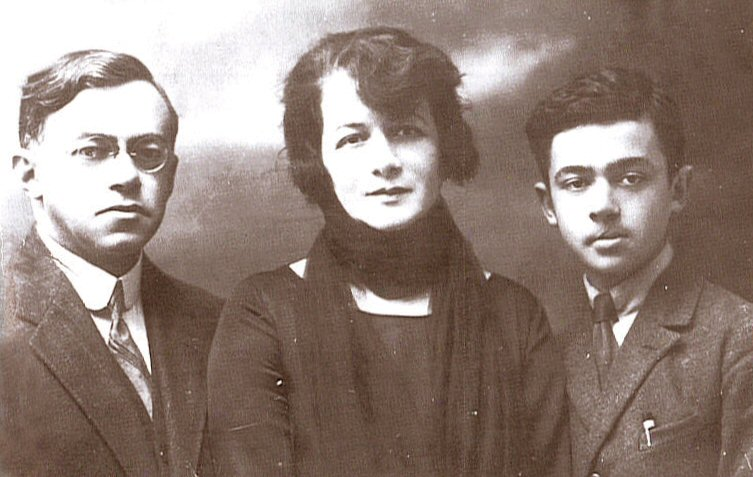
ジャボチンスキー家

ゼエヴ・ジャボチンスキーはロシア帝国領のオデッサ（現・ウクライナ領）で生まれた。彼はユダヤ人中流家庭で育ち、ロシアの学校教育を受けた。そのころにヘブライ語の教育も受けていた。後にジャボチンスキーは彼の自叙伝に、彼はユダヤの信仰や伝統とはかけ離れた環境でしつけられたと書いている。
ジャボチンスキーは高校を終える前にはすでにジャーナリストとしての才能の片鱗を見せ始めていた。彼が16歳の時の初めての書き物は、オデッサの新聞に載った。彼は高校卒業と同時にロシアの新聞社の記者としてスイスのベルン、また後にイタリアに送られた。彼は外国では『アルタレナ』（イタリア語で「鞦韆」を意味する。後にイルグンメンバーが使用する輸送船の名前にもなった。）の偽名を使って執筆を行っており、また、ローマ・ラ・サピエンツァ大学で法律を学んだ。しかし、彼が弁護士の資格を取ったのはロシアへ帰るのと同時期だった。彼のイタリアからの電文は、彼にロシア語の話せる若いジャーナリストとして最も有望な人物としての信認を与え、後にロシア語、イディッシュ、ヘブライ語での新聞の編集を任されることになる。彼は1907年の終わりにアンナ・マルコヴァ・ゲルペリンと結婚した。彼らには1人の子供、アリがおり、イルグンの影響下にアメリカで立ち上げられたバーグソン・グループ（創設者はヒレル・クーク、Hillel Kook、別名ピーター・バーグソン）に参加した。

## シオニストとしての行動主義

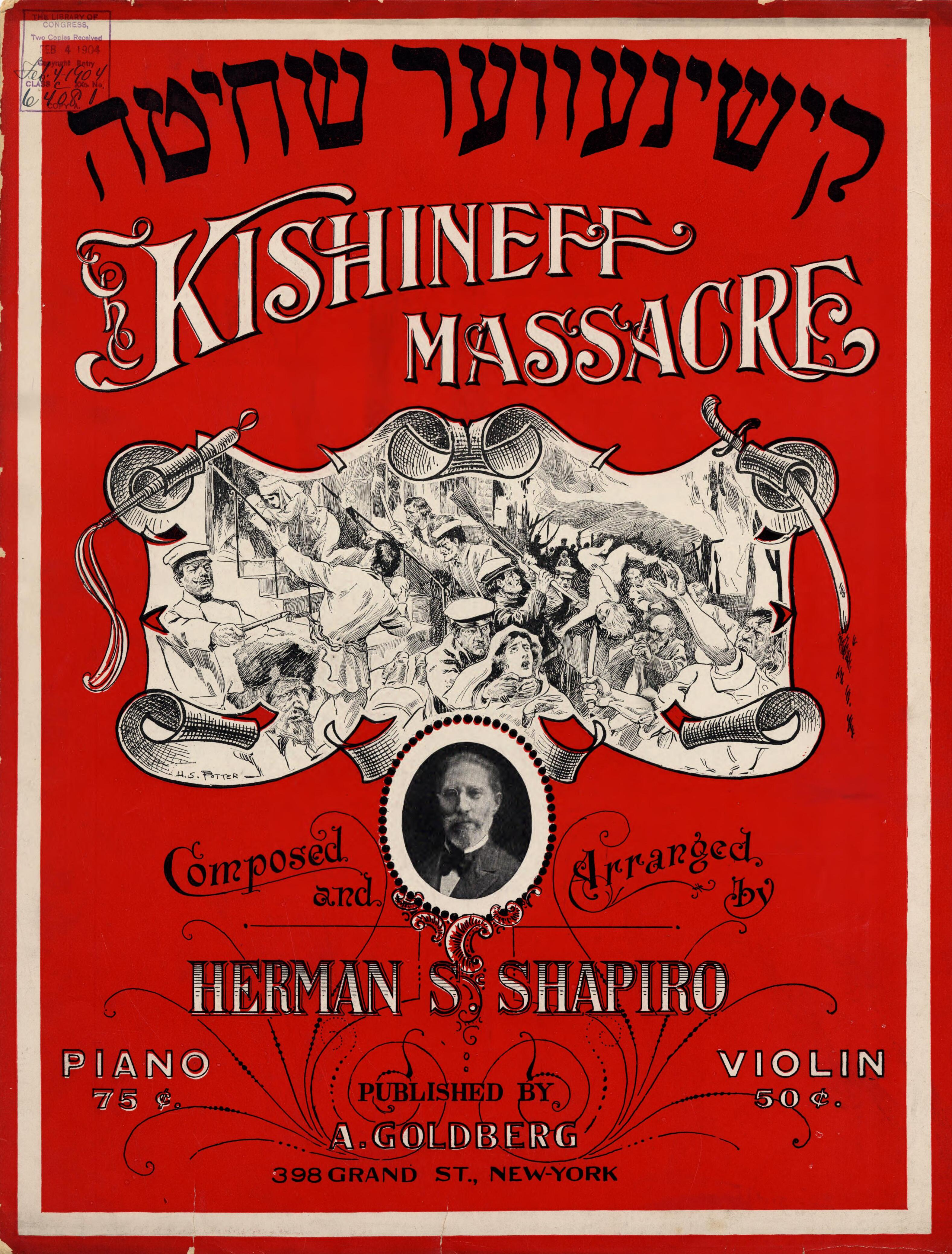
ヘルマン・S・シャピロの『Kishinever shekhita, elegie』（キシナウ虐殺の哀歌）。中央に1903年4月のキシナウ虐殺が描かれている。

1903年のキシナウ（現・モルドヴァ領）でのポグロム(Kishinev pogrom) の後、ジャボチンスキーはシオニズム運動に傾倒するようになる。そこで彼はすぐに豪腕の演説家として頭角を表し、影響力のある指導者となった。ポグロムのさらなる激化の様相が浮かび上がると、ジャボチンスキーはユダヤ人の義勇軍として自衛組織を設立し、ロシア全体のユダヤ・コミュニティの防衛対策とした。ジャボチンスキーのこの行動は、ロシアのユダヤ人達の間に大きな論争を巻き起こすこととなる。この頃、彼は現代ヘブライ語を学ぶことを目標として掲げ、自分の名をウラジーミルからヘブライ語の「ゼエヴ（狼）」に変えた。ポグロムの間、彼はロシア中のユダヤ・コミュニティで自衛部隊を組織し、ユダヤ人民衆の市民権のための闘争を行った。この年、ジャボチンスキーはスイスのバーゼルで行われた、世界シオニスト機構の第6回会議にロシア帝国代表として参加した。1904年のテオドール・ヘルツルの死後、彼は右派シオニストの指導者的立場となっていった。1906年にヘルシンキで行われたロシアシオン主義者ヘルシングフォシュ会議で彼は筆頭演説者の一人としてヨーロッパのユダヤ人に、Gegenwartsarbeit（意訳: 現在の仕事）に携わることと、ロシアの少数派民族に自治権を要求する運動に加わることを呼びかけた。彼はこの自由主義的観点に忠実であり続け、長い時を経た後も「それぞれの民族集団は法律の見地から平等の自治権を認められる」と、将来のユダヤ人国家に暮らすアラブ市民を尊重した。

## 軍人としてのキャリア

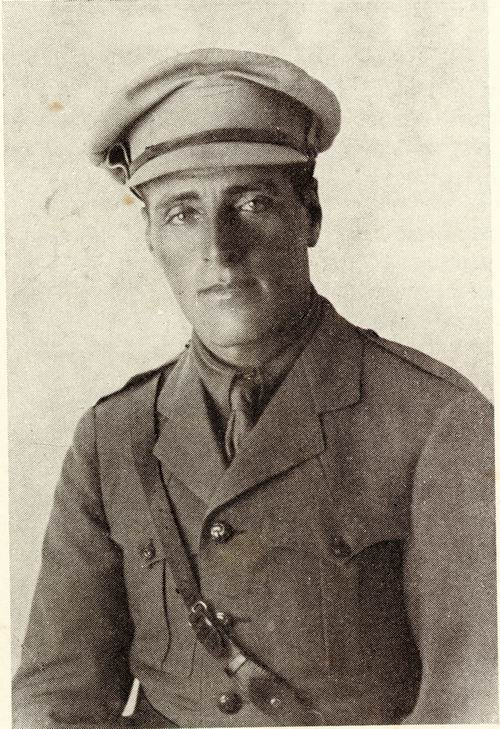
ヨセフ・トルンペルドール

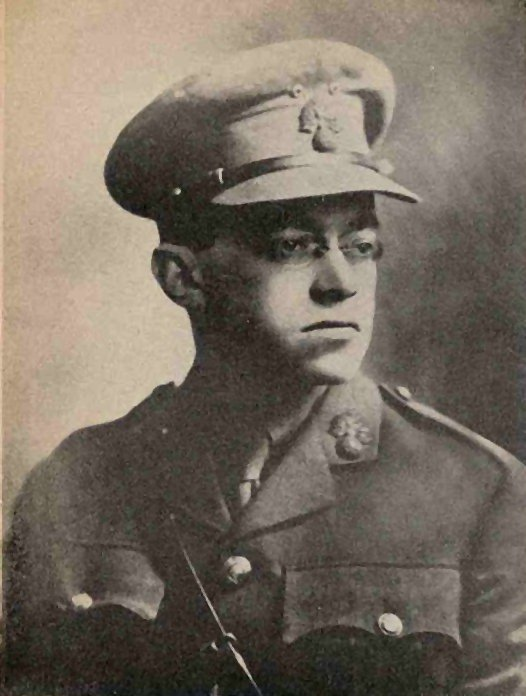
ユダヤ人部隊従軍時

第一次世界大戦中、彼はパレスチナを統治するオスマン帝国に、ユダヤ人軍隊を創設し、イギリス側に付いて対抗するという着想を持っていた。1915年、彼は日露戦争に従軍した隻腕の軍人ヨセフ・トルンペルドール(Joseph Trumpeldor) と共に、オスマン帝国によりパレスチナから亡命を余儀なくされ、エジプトに落ち着いていた数百人の、主にロシア系のユダヤ人からなるユダヤ人軍隊のシオンラバ隊Zion Mule Corpsを立ち上げた。部隊はガリポリの戦いでめざましい働きをした。ジャボチンスキーは、ユダヤ人部隊を立ち上げ、イギリス陸軍の一部隊としてパレスチナでの戦線に参加させるよう尽力を続けるため、シオンラバ隊を解散し、ロンドンに赴いた。しかし、ジャボチンスキーはシオンラバ隊としてではなく、トルンペルドールや120人の志願者と共に、ロンドン連隊(London Regiment) の第20大隊の第16小隊に従軍する。1917年、政府は3つのユダヤ人大隊の創設を認め、これがユダヤ人部隊の始まりとなった。ジャボチンスキーは1918年のヨルダン渓谷での軍人としての活躍で勲章を受けた。ジャボチンスキーはロイヤル・フュージリアーズ連隊(Royal Fusiliers) の将校として、1917年にアレンビー陸軍大将(General Allenby) と共に従軍した。そして、パレスチナに向かうため、ヨルダン川を最初に渡った一団を率いていたことで大英帝国勲章のメンバーの称号を授かる。

## ユダヤ人の自衛
1919年にイギリス陸軍を退役したジャボチンスキーは、公然と自衛軍のユダヤ人を養成し、小銃の使い方を学ばせた。1920年のパレスチナ暴動(1920 Palestine riots) の後、イギリス（当時パレスチナを統治していた）はアラブ側指導者の要請を受けて、武器を見つけるためシオニズム指導者の事務所やアパートを捜索、ハイム・ヴァイツマンやジャボチンスキーの家にも調査が入った。ジャボチンスキーの家からは3丁のライフルと2丁のピストル、250もの弾薬が発見され、ジャボチンスキーを含む19人が逮捕された。
アラブ人を憤慨させたこの暴動のために、シオニスト委員会では調査委員会が設置された。ジャボチンスキーは武器の所持の罪で15年の懲役が科せられた。裁判所は『ボリシェヴィズム』が「シオニストの血に流れている」と主張し、皮肉にも強固な反社会主義者であるジャボチンスキーを『明確なボリシェヴィストの組織』といわれるポアレ・ツィオン(Poale Zion / シオニスト労働者) と同一視して批判した。民衆による評決の抗議で、彼は特赦を受けアッコ刑務所から解放された。

## 修正主義運動の創始
紛争の後、ジャボチンスキーはパレスチナ最初の立法議会に当選する。そして1921年に彼は世界シオニスト機構の行政委員に選ばれる。後者は1923年に、機構の議長だったハイム・ヴァイツマンとの意見の相違から辞職することになったが、その後新たな修正主義政党である修正主義者シオニスト連合(Alliance of Revisionists-Zionists) と、その青年部であるベタル(Betar、ヘブライ語の『ヨセフ・トルンペルドールの連盟』の頭文字) を立ち上げる。彼の新政党は、トランスヨルダン王国を作ろうとするイギリスの勧めを受け入れバルフォア宣言での領域を狭めてヨルダン川より西側でユダヤ人民族郷土を作ろうとしていたシオニスト運動家に対し、これを「修正」してヨルダン川の両岸にまたがる大ユダヤ国家の建設を目指すよう要求した。彼の主な目標はイギリス帝国の助けと援助による近代的なユダヤ国家の建設だった。彼の哲学は経済と社会の方針をヨーロッパの中流階級の理想に当てはめた点で、社会主義に向いていた労働シオニスト達とは対比するものだった。親英的だった彼の理想は、ユダヤ国家は大まかにはイギリス帝国の形式に基づく様式とすべきとしており、彼はその威信が揺らいでいることを嘆いていた。彼を援助する基盤の多くはポーランドにあった。そして彼の行動はイシューヴ（イスラエル建国以前のパレスチナのユダヤ人社会）の発展を促すイギリスの協力を得ることに集中した。他の主なジャボチンスキーへの援助があった地域はラトビアであり、彼のロシアでの熱烈なスピーチは、ロシア語を話す多くのラトビアのユダヤ人たちに感銘を与えていた。

## イギリスからの亡命

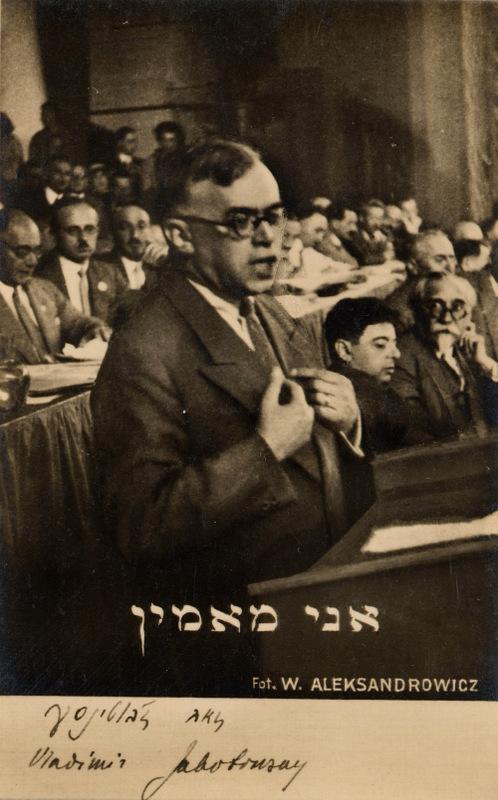
シオニスト会議で演説するジャボチンスキー（1931年）

1930年、ジャボチンスキーは南アフリカを訪れていた時、イギリス植民地省により彼がパレスチナに戻ることを許されていないことを知った。
彼が創始した運動は一枚岩の実体ではなく、少なくとも3つの派閥に分かれていた。その中でもジャボチンスキーのものは最も中道路線であった。ジャボチンスキーはイギリスの協力に恵まれ、他方、民族統一主義的精神を心に持つダヴィド・ラツィエル(David Raziel), アッバ・アヒマイア(Abba Ahimeir), ウリ・ツヴィ・グリンベルグ(Uri Zvi Greenberg) のような、パレスチナでの独立運動に的を絞って労働党のイギリス当局と政治的に対決姿勢をもち、アラブ人の攻撃への報復を試みる一団の協力も受けた。

## ポーランド、ハンガリー、ルーマニアのユダヤ人避難計画
1930年代の間、ジャボチンスキーはポーランドのユダヤ人コミュニティの情勢に深く関わっていた。1936年、ジャボチンスキーはいわゆる『避難計画』と呼ばれる全てのポーランドのユダヤ人をパレスチナへ逃がす計画を用意した。同年、ジャボチンスキーは東ヨーロッパを周遊し、ポーランド外務相ユゼフ・ベック大佐、ハンガリー摂政ミクローシュ・ホルティとルーマニア首相ゲオルゲ・タタレスク(Gheorghe Tătărescu) と避難計画について会談した。計画は3つの国すべての承認を得たものの、この計画はポーランド内の反ユダヤ主義者に利益を与えるともされ、ポーランドのユダヤ人たちに相当な論争を巻き起こした。『避難計画』がポーランド政府に承認されたという事実は、ユダヤ人が誤った認識を持つと考える人々の賛成をジャボチンスキーが得たとして、特に多くのユダヤ人を引き付けた。ポーランド、ハンガリー、ルーマニアでのユダヤ人避難計画は10年の期間で行われることになっていた。しかし、イギリス政府がそれに異議を唱え、世界シオニスト機構の議長ハイム・ヴァイツマンが計画を退けたことで議論は再び壇上に乗ってしまった。2年後の1938年、ジャボチンスキーは、演説を行い、ポーランドのユダヤ人は『火山の端に生きている』として、近い将来、いつかポーランドで血なまぐさいユダヤ人大虐殺の波が押し寄せるだろうと警告した。ジャボチンスキーはヨーロッパのユダヤ人に、出来るだけ早くパレスチナに発たなければならないと警告しに向かった。

## アラブ少数派の統合の信条
ジャボチンスキーは皮肉主義と理想主義の入り混じった複雑な個性を持っていた。彼はアラブ人側の反対無しにユダヤの国を復興させることはできないと確信していたが、ユダヤの国にアラブ市民が家を持つことは出来ると信じていた。1934年に彼はユダヤ国家の憲法草案を書き、その中で、アラブの少数派の平等の地位は、『国の公共の生活領域全て』においてユダヤ人のそれと相違なく、2つのコミュニティは軍や行政両方の義務を分け合い、権利を享受する。と宣言した。さらにジャボチンスキーは、ユダヤ人とアラブ人が平等の権利を享受するため、『いずれの内閣、ユダヤ人が首相職であっても、副首相はアラブ人であるべきで、その逆も然りである。』と表明した。

## ジャボチンスキーの死
ジャボチンスキーは1940年8月4日、ニューヨークでベタルの運営する武装したユダヤ人の自衛キャンプを訪問中に心臓発作で死去した。彼の意思により、遺体はパレスチナではなく、ニューヨークのモンテフィオーレ墓地に埋葬された。生前、彼は「私はパレスチナの外に埋葬されたいのです。もし、結果としてユダヤ政府の国がパレスチナに移送すると指示したのなら別ですが」と述べていた。イスラエル建国後、ブナイ・ブリスは彼をイスラエルに埋葬しなおすことを要望したが、イスラエル首相ダヴィド・ベン＝グリオンによって却下された。ベン＝グリオンは1958年5月7日にテルアヴィヴ地方裁判所の判事でブナイ・ブリスの副代表ヨセフ・ラムに以下の様に書簡を送っている。
結局、ベン＝グリオンの後に首相となり、かつてユダヤ軍団に従軍したレヴィ・エシュコルによって、1964年にジャボチンスキーと彼の妻はヘルツルの丘に埋葬が許可された。ニューヨークの彼の元々の墓には、ジャボチンスキーの記念碑が残っている。

## 遺産と記念
ゼエヴ・ジャボチンスキーの遺産はイスラエルの政党ヘルート（Herut、1973年にリクードへ他の右翼政党と共に合同した）、ヘルート－民族運動(Herut – The National Movement、リクードから独立した）、マグシメイー・ヘルート(Magshimey Herut、壮年層の活動家運動）、そしてベタル（青年運動）によって今日まで受け継がれてきた。アメリカでは、彼の率いたユダヤ人自衛団はAFSI(Americans for a Safe Israel) やユダヤ防衛機構(Jewish Defense Organization) の形成に繋がっている。イスラエルでは、他のイスラエルの歴史上の人物と比べても、最も多くの通り、公園、広場などにジャボチンスキーの名前は使われている。また、イスラエルの国に顕著な貢献をした功労者にはジャボチンスキーメダルが授与される。
2008年8月11日、元イスラエル教育相ユリ・タミルがジャボチンスキーの功績の教育をイスラエルの国家教育カリキュラムから取り除くと発表した。

### 本
ジャボチンスキー自身の著作
- Turkey and the War, London, T.F. Unwin, Ltd. [1917]
- Samson the Nazarite, London: M. Secker, [1930]
- The War and The Jew, New York, The Dial Press [c1942]
- The Story of the Jewish Legion, New York, B. Ackerman, incorporated [c1945]
- The Battle for Jerusalem. Vladimir Jabotinsky, John Henry Patterson, Josiah Wedgwood, Pierre Van Paassen explains why a Jewish army is indispensable for the survival of a Jewish nation and preservation of world civilization, American Friends of a Jewish Palestine, New York, The Friends, [1941]
- A Pocker Edition of Several Stories Mostly Reactionary, Tel-Aviv: Reproduced by Jabotinsky Institute in Israel, [1984]. Reprint. Originally published: Paris, [1925]
- The Five, A Novel of Jewish Life in Turn-of-the-Century Odessa

ジャボチンスキーに関する著作
- Lone Wolf: a Biography of Vladimir (Ze'ev) Jabotinsky, by Shmuel Katz; New York: Barricade Books, [c1996]
- The Vladimir Jabotinsky Story, by Joseph B Schechtman; New York , T. Yoseloff [c. 1956-1961]
- Zev Jabotinsky:Militant Fighter for Jews & Israel- Jewish Defense Organization booklet
- Jabotinsky and the Revisionist Movement, 1925-1948, by Yaacov Shavit, London, England; Totawa, N.J.:F. Cass, [1988]
- Zionism in the Age of the Dictators , Lenni Brenner, Lawrence Hill & Co; Rev Ed edition [c1983]
- Vladimir Jabotinsky, Michael Stanislawski (Introduction), [2005] ISBN 978-0-8014-8903-7

### 記事と詩集
- Video of Jabotinsky Speaking of Jewish Eastern Palestine, 1934
- Zionism and the Land of Israel
- Tisha B'Av, 1937
- Instead of Excessive Apology, 1911
- The Ideology of Betar
- Iron Wall (essay)
- "The Ethics of the Iron Wall", 1923
- ジャボチンスキーの著作集: The World of Jabotinsky
- ジャボチンスキーはエドガー・アラン・ポーの『大鴉』をヘブライ語とロシア語に訳した。また、ダンテの『神曲』の一部を現代ヘブライ語に翻訳している。